# 1906년 중간 올림픽 사격
1906년 하계 올림픽 사격은 그리스 아테네에서 개최된 1906년 중간 올림픽의 경기 종목이다. 12개국에서 68명의 선수가 참가하였으며, 16개 세부 종목으로 진행되었다.

## 경기장
| 도시   | 경기장          | 로마자                   | 비고    |
| ------ | --------------- | ------------------------ | ------- |
| 아테네 | 칼리테아 사격장 | Kallithea shooting range | 전 경기 |

## 참가국
| - 그리스 (26명) - 노르웨이 (7명) - 벨기에 (1명) - 보헤미아 (1명) - 스웨덴 (3명) - 스위스 (6명) | - 영국 (2명) - 오스트리아 (2명) - 이탈리아 (12명) - 크레타 (1명) - 프랑스 (7명) - 헝가리 (2명) |

## 메달 집계

### 최종 순위
| 순위 | 국가     | 금메달 | 은메달 | 동메달 | 합계 |
| ---- | -------- | ------ | ------ | ------ | ---- |
| 1    | 스위스   | 5      | 6      | 4      | 15   |
| 2    | 프랑스   | 4      | 3      | 5      | 12   |
| 3    | 노르웨이 | 3      | 2      | 1      | 6    |
| 4    | 그리스   | 2      | 3      | 3      | 8    |
| 5    | 영국     | 2      | 0      | 2      | 4    |
| 6    | 스웨덴   | 0      | 1      | 1      | 2    |
| 5    | 이탈리아 | 0      | 1      | 0      | 1    |
| 합계 | 합계     | 16     | 16     | 16     | 48   |

### 메달리스트
| 종목                                   | 금                                   | 은                                 | 동                                   |
| -------------------------------------- | ------------------------------------ | ---------------------------------- | ------------------------------------ |
| 남자 200m 군사소총 자세히              | 레옹 모뢰 · 프랑스                   | 루이 리샤르데 · 스위스             | 장 레이슈 · 스위스                   |
| 남자 300m 군사소총 자세히              | 루이 리샤르데 · 스위스               | 장 레이슈 · 스위스                 | 라울 드 부안 · 프랑스                |
| 남자 300m 자유소총 자유자세 자세히     | 마르셀 메이어 데 스타델호펜 · 스위스 | 콘라트 스타헬리 · 스위스           | 레옹 모뢰 · 프랑스                   |
| 남자 300m 자유소총 복사 자세히         | 구드브란 스타테보 · 노르웨이         | 루이 리샤르데 · 스위스             | 쿤라트 스타헬리 · 스위스             |
| 남자 300m 자유소총 슬사 자세히         | 쿤라트 스타헬리 · 스위스             | 루이 리샤르데 · 스위스             | 마르셀 메이어 데 스타델호펜 · 스위스 |
| 남자 300m 자유소총 입사 자세히         | 구드브란 스타테보 · 노르웨이         | 율리우스 브라테 · 노르웨이         | 알베르트 헬게루 · 노르웨이           |
| 남자 300m 자유소총 3자세 자세히        | 구드브란 스타테보 · 노르웨이         | 쿤라트 스타헬리 · 스위스           | 장 레이슈 · 스위스                   |
| 남자 300m 자유소총 3자세 단체전 자세히 | 스위스 (SUI)                         | 노르웨이 (NOR)                     | 프랑스 (FRA)                         |
| 남자 20m 군사권총 자세히               | 루이 리샤르데 · 스위스               | 알렉산드로스 테오필라키스 · 그리스 | 게오르기오스 스코타디스 · 그리스     |
| 남자 20m 군사권총 그레스 자세히        | 장 풀코니에 · 프랑스                 | 라울 드 부안 · 프랑스              | 에르망 마르탱 · 프랑스               |
| 남자 20m 대결권총 자세히               | 레옹 모뢰 · 프랑스                   | 체사레 리베르지아니 · 이탈리아     | 모리스 르코크 · 프랑스               |
| 남자 25m 대결권총 자세히               | 콘스탄티노스 스카를라토스 · 그리스   | 요한 휩네르 본 홀스트 · 스웨덴     | 빌헬름 카를베리 · 스웨덴             |
| 남자 25m 자유권총 자세히               | 모리스 르코크 · 프랑스               | 레옹 모뢰 · 프랑스                 | 아리스티디스 란가비스 · 그리스       |
| 남자 50m 자유권총 자세히               | 게오르기오스 오르파니디스 · 그리스   | 장 푸코니에 · 프랑스               | 아리스티디스 란가비스 · 그리스       |
| 남자 트랩 싱글샷 자세히                | 제럴드 멀린 · 영국                   | 이오아니스 페리디스 · 그리스       | 시드니 멀린 · 영국                   |
| 남자 트랩 더블샷 자세히                | 시드니 멀린 · 영국                   | 아나스타시오스 메탁사스 · 그리스   | 제럴드 멀린 · 영국                   |

## 참고 자료
- (영어) “Shooting at the 1906 Athina Summer Games”. sports-reference.com. 2011년 7월 27일에 원본 문서에서 보존된 문서. 2010년 10월 18일에 확인함.
- (영어) De Wael, Herman. “Herman's Full Olympians: "Shooting 1906".”. 2012년 11월 3일에 원본 문서에서 보존된 문서. 2010년 10월 18일에 확인함.

| 올림픽 사격 |                                     |           |
| 이전 대회   | 1906년 중간 올림픽 사격 아테네 1906 | 다음 대회 |
| 파리 1900   | 1906년 중간 올림픽 사격 아테네 1906 | 런던 1908 |